# Leviellus thorelli
Leviellus thorelli is een spinnensoort uit de familie van de Phonognathidae.
De wetenschappelijke naam van de soort werd in 1871 als Zilla thorellii gepubliceerd door Ausserer.